# Macaroeris desertensis
Macaroeris desertensis là một loài nhện trong họ Salticidae.
Loài này thuộc chi Macaroeris. Macaroeris desertensis được Jörg Wunderlich miêu tả năm 1992.